# Ammonicera fischeriana
Ammonicera fischeriana is een slakkensoort uit de familie van de Omalogyridae. De wetenschappelijke naam van de soort is voor het eerst geldig gepubliceerd in 1869 door Monterosato.